# 电解

水的电解

电解（electrolysis）是指将電流通过电解质溶液或熔融态物质，而在阴極和阳极上引起氧化还原反应的过程。电化学电池在接受外加电压（即充电過程）时，會发生电解过程。

## 舉例

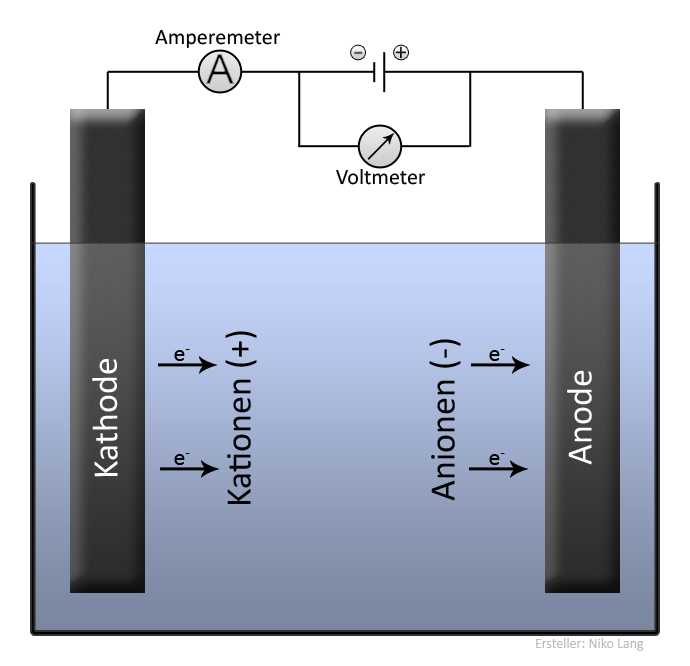
一般的电解原理

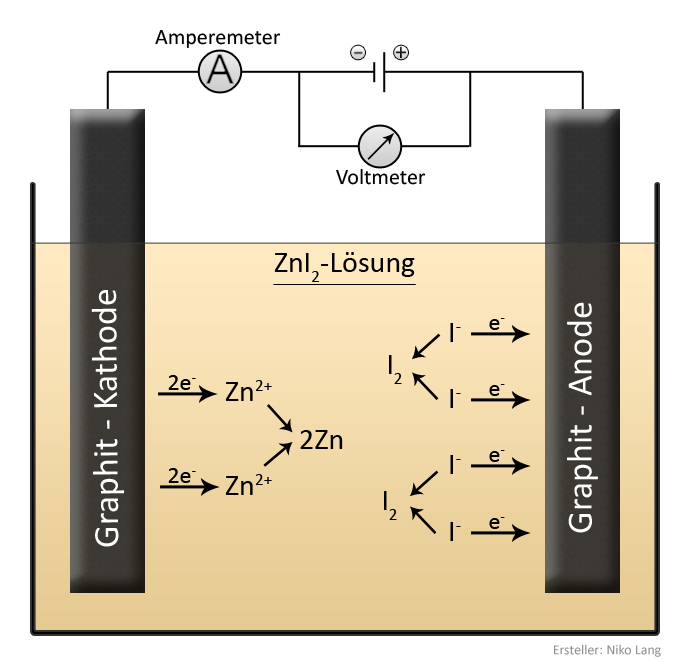
碘化锌溶液电解

电解水

以下為在酸性水溶液中電解水的例子。
- 極（anode）：

{\displaystyle {\rm {2H_{2}O\longrightarrow O_{2}+4H^{+}+4e^{-}}}}
- 極（cathode）：

{\displaystyle {\rm {4H^{+}+4e^{-}\longrightarrow 2H_{2}}}}
總反應式
{\displaystyle {\rm {2H_{2}O\longrightarrow 2H_{2}+O_{2}}}}
在這個反應中，陽極產生放出電子的反應（氧化），陰極產生取得電子的反應（還原）。

## 歷史
電解的英文electrolysis是由希臘文[ɛ̌ːlektron]「琥珀」和 [lýsis] 「溶解」而來。
- 1785年：Martinus van Marum（英语：Martinus van Marum）的靜電產生器用來從錫、鋅、銻的鹽類中還原出金屬[1]。
- 1800年：William Nicholson（英语：William Nicholson (chemist)）和Anthony Carlisle（英语：Anthony Carlisle）將水電解，產生氫和氧。
- 1807年：汉弗里·戴维利用電解發現鉀、鈉、鋇、鈣和鎂。
- 1875年：保羅·埃米爾·勒科克·德布瓦博德蘭利用電解發現了镓[2]
- 1886年：亨利·莫瓦桑利用電解發現元素氟。
- 1886年：發展了電解製鋁的霍尔－埃鲁法。
- 1890年：發展了製備氫氧化鈉的卡斯纳-凯耳纳过程（英语：Castner-Kellner process）。

## 应用
电解可用来进行各种电化学的制备和生产，是重要的工业过程。
- 氯碱工业：电解食盐鹽水（氯化鈉溶液），阳极产生氯气，阴极产生氢和氫氧化鈉溶液。
- 熔盐电解：电负性高的氟和电负性低的钠、钾、钙等碱金属和碱土金属以及各种难熔的金属只能通过相应的熔盐电解才能制得。
- 电冶金：铜、锌等金属可通过电解法从矿石提取液中分离。
- 电解精炼：通过电解精炼可以获得高纯度的金属。
- 电镀、电抛光是重要的金属表面精饰工艺。
- 電解水：將做為飲水用途的自來水（內溶適量中性鹽類離子化合物），經淨化後電解分離的鹼性離子水，及提供作為環保消毒或皮膚外療的酸性離子水。
- 儲能：將水電解為氫氣與氧氣，將氫氣儲存起來，做為燃料電池的燃料。

## 法拉第定律

### 法拉第第一電解定律
電解過程中，在電極發生化學反應而產生的物質的質量與通過電解質的電量成正比。
- 電量=電流×時間（Q=I·t）

### 法拉第第二電解定律
當相同電量通過不同電解質時，沉積在電極的元素的摩尔數與它的離子所帶的電荷大小成反比。

## 参見
- 鹽
- 电解质

## 外部連結
- A video explaining the process of electrolysis and its application to cars（页面存档备份，存于）